# André de Cortanze
André de Cortanze (ur. 30 marca 1941 roku w Paryżu) – francuski inżynier wyścigowy i kierowca wyścigowy

## Życiorys

### Kariera kierowcy wyścigowego
De Cortanze rozpoczął karierę w międzynarodowych wyścigach samochodowych w 1953 roku od startu w klasie S +8.0 24-godzinnym wyścigu Le Mans, którego jednak nie ukończył, choć w klasyfikacji swojej klasy był najlepszy. Starty w 24-godzinnym wyścigu Le Mans kontynuował w latach 1966-1969. W klasie P 1.15 był najlepszy w 1966, a rok później był drugi w klasei P 3.0.

### Kariera inżyniera
W 1967 roku de Cortanze dołączył do ekipy Alpine, projektującej samochody wyścigowe. Brał tam udział w projekcie bolidu Renault, biorącym udział w wyścigach Formuły 3 i Formuły 1. W 1980 został dyrektorem technicznym Peugeot Talbot Sport, słynącym ze zwycięstw w rajdach i 24-godzinnym wyścigu Le Mans. W 1993 roku przeniósł się do ekipy Sauber Formuły 1. W sezonie 1995 przeniósł się do ekipy Ligier. W 2000 roku został dyrektorem technicznym Toyoty.